# Nervo ulnar
Em anatomia humana, o nervo ulnar é um nervo que percorrer as proximidades do osso ulna. O ligamento lateral interno no cotovelo tem relação com o nervo ulnar. Ele é o maior nervo desprotegido do corpo humano (significando não protegido por músculo ou osso), o que faz com que lesões nele sejam comuns. Este nervo está diretamente conectado com o dedo mínimo, inervando o lado palmar desses dedos, incluindo ambas as pontas frontal e posterior, talvez chegando mesmo até o leito ungueal.
Este nervo pode causar uma sensação parecida a um choque elétrico ao se golpear a parte posterior do epicôndilo medial do úmero, ou a parte inferior quando o cotovelo está flexionado. O nervo ulnar está preso entre o osso e a pele sobrejacente nesse ponto. O ato de golpear este nervo é comumente referido em inglês como "hitting the funny bone" = "bater no osso engraçado", sendo certo que não existe qualquer expressão em língua portuguesa correspondente. Pensa-se que este nome surgiu como um trocadilho do inglês, baseado na semelhança sonora entre o nome do osso do braço superior, o "úmero" (humerus), e a palavra "humor" (humorous). Alternativamente, de acordo com o Oxford English Dictionary a expressão pode se referir à "sensação peculiar experimentada quando se é golpeado".

## Estrutura
O nervo ulnar se origina das raízes nervosas C8 a T1 (e ocasionalmente carrega fibras do C7) que fazem parte do fascículo medial do plexo braquial, e descende o aspecto póstero-medial do úmero. Ele percorre inferiormente o aspecto póstero-medial do úmero, passando por trás do epicôndilo medial (no túnel cubital) no cotovelo, onde é exposto por vários centímetros.

### Antebraço
Ele entra no compartimento anterior (flexor) do antebraço entre as cabeças umeral e ulnar do flexor ulnar do carpo, situando-se debaixo das aponeuroses do flexor ulnar do carpo, lado a lado da ulna. Ali ele abastece um músculo e meio (o flexor ulnar do carpo e a metade medial do flexor profundo dos dedos) e segue com a artéria ulnar, viajando inferiormente com ela até a parte mais profunda do músculo flexor ulnar do carpo.
No antebraço ele se ramifica nos seguintes ramos: 
- Ramos musculares do nervo ulnar
- Ramos musculares do nervo ulnar
- Ramos dorsais do nervo ulnar

### Mão
Depois de viajar pela ulna, o nervo ulnar entra a palma da mão pelo canal de Guyon. O nervo ulnar e a artéria passam superficialmente pelo flexor retináculo da mão, via o canal ulnar.
Aqui ele se ramifica nos seguintes ramos:
- Ramo superficial do nervo ulnar
- Ramo profundo do nervo ulnar

O percurso do nervo ulnar através do pulso contrasta com o do nervo mediano, o qual viaja até a parte profunda do flexor retináculo do mão.

## Função

### Sensorial
O nervo ulnar também provê inervação sensorial para o quinto digito e a metade lateral do quarto digito, e a parte correspondente da palma:
- Ramo palmar do nervo ulnar - provê inervação cutânea para a pele e unhas anteriores.
- Ramo dorsal cutâneo do nervo ulnar - provê inervação cutânea para a mão dorsal medial e o dorso dos dedos 1.5 medial.

### Motora
O nervo ulnar e seus ramos inervam os seguintes músculos do antebraço e da mão:
Um ramo articular que passa pela articulação do cotovelo enquanto o nervo ulnar está passando entre o olecrano e o epicôndilo medial do úmero.
- No antebraço, via os ramos musculares do nervo ulnar:
  - Músculo flexor ulnar do carpo
  - Músculo flexor profundo dos dedos (Metade medial)
- Na mão, via o ramo profundo do nervo ulnar:
  - Os músculos da eminência hipotenar
    - Músculo oponente do mínimo
    - Músculo abdutor do mínimo
    - Músculo flexor curto do mínimo

  - O terceiro e quarto músculos lumbricais
    - Músculos interósseos dorsais
    - Músculos interósseos palmares
    - Músculo adutor do polegar
    - Músculo flexor curto do polegar (cabeça profunda)
- Na mão, via o ramo superficial do nervo ulnar:
  - Músculo palmar breve

## Significância Clínica
O nervo ulnar pode sofrer lesões em qualquer lugar entre sua origem proximal do plexo braquial até seus ramos distais na mão. É o nervo mais comumente lesionada en torno do cotovelo. Apesar de poder ser lesionados em diversas circunstâncias, ele é comumente lesionado por trauma local ou impacto físico ("nervo comprimido"). Lesões no nervo ulnar em diferentes níveis causam déficits motor e sensorial específicos:

### No cotovelo
- Mecanismos comuns de lesão: Síndrome do túnel cubital, fratura do epicôndilo medial (causando cúbito valgo com paralisia do nervo ulnar tardia)
- Déficit motor:
  - Fraqueza na flexão da mão no pulso, perda de flexão de metade ulnar dos dígitos, ou o quarto e quinto digito, perda de habilidade para cruzar os dedos da mão. (Nota: Déficit motor é ausente ou muito pequeno na síndrome do túnel cubital pois o nervo ulnar é comprimido no túnel cubital ao invés de cortado transversalmente).
  - Presence de garra ulnar (paralisia do nervo ulnar) quando a mão está em repouso, devida a hiperextensão do quarto e quinto digito na articulação metacarpofalangeana, e flexão na articulação interfalangeana da mão.
  - Fraqueza de adução do dedão, o que pode ser avaliado pela presença do Sinal de Froment.
- Déficit sensorial: Perda de sensação ou parestesia na metade ulnar da palma e dorso da mão, e os dedos mediais 1½ em ambos os aspectos palmar e dorsal da mão.

### No punho
- Mecanismo comum: Feridas penetrantes, cisto no canal Guyon.
- Déficit motor:
  - Perda de flexão na metade ulnar dos dígitos, ou o quarto e quinto dígito, perda de habilidade para cruzar os dedos da mão.
  - Presença de garra ulnar (paralisia do nervo ulnar) quando a mão está em repouso, devida a hiperextensão do quarto e quinto digito na articulação metacarpofalangeana, e flexão na articulação interfalangeana da mão.
  - A garra ulnar é mais proeminente em lesões no pulso do que nas partes mais superiores do braço. Por exemplo, no cotovelo, a metade ulnar do músculo flexor profundo dos dedos não é afetada. Isso puxa as articulações interfalangeanas distais do quarto e quinto dígito para uma posição mais flexionada, produzindo uma "garra" mais deformada. Isto é conhecido como o paradoxo ulnar.
  - Fraqueza de adução do dedão, o que pode ser avaliado pela presença do Sinal de Froment.
- Déficit sensorial: Perda da sensação ou parestesia na metade ulnar da palma, e nos dígitos mediais 1½ no aspecto palmas da mão, com escassez dorsal. O aspecto dorsal da mão não é afetado uma vez que o rato cutâneo posterior do nervo ulnar só surge ma parte mais superior do antebraço e não alcança o pulso.

Em casos severos, cirurgia pode ser realizada para realocar ou "soltar" o nervo para prevenir mais lesões.

## Imagens adicionais

Plexo braquial mostrando o curso dos nervos espinhais.
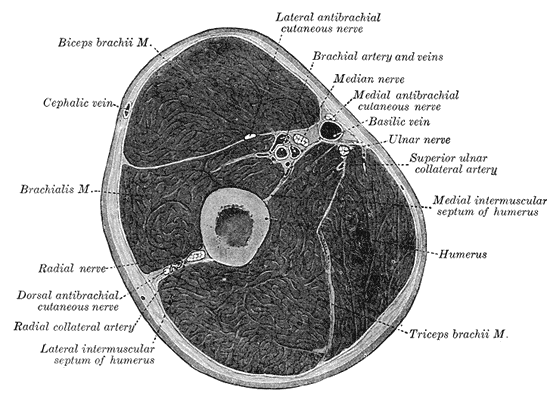
Seção transversal do braço médio e superior.
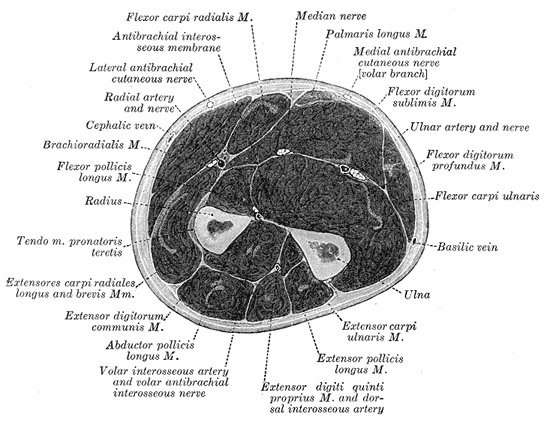
Seção transversal do antebraço médio.
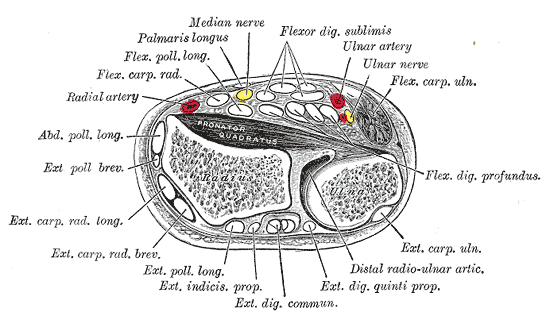
Seção transversal dos terminais disdains do rádio e da ulna.
Seção transversal do pulso e dos dígitos.
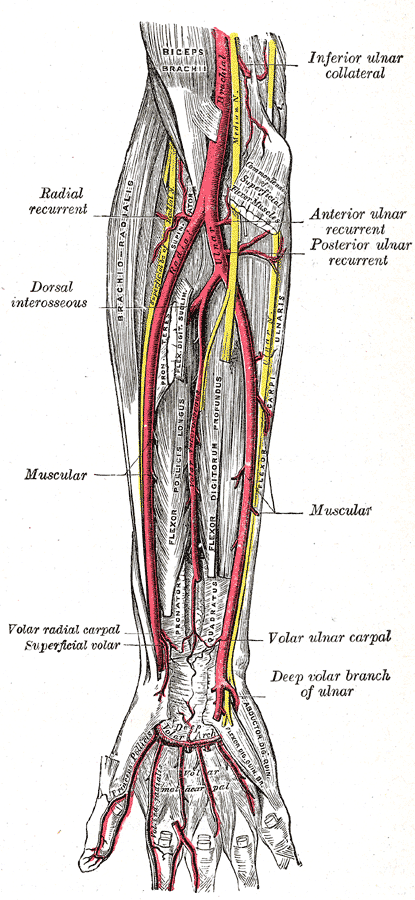
Artérias ulnar e radial. Visão profunda.
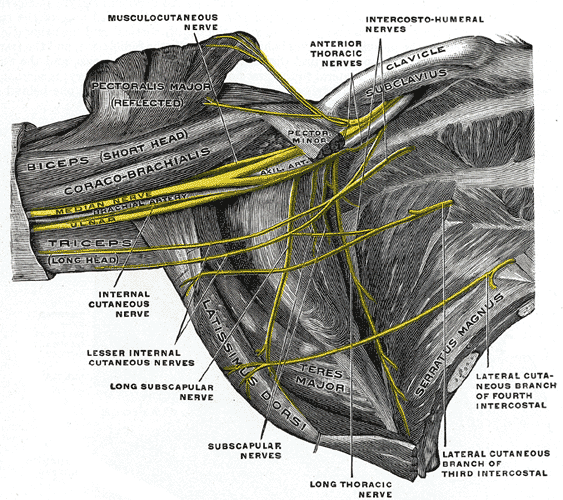
O plexo braquial direito (porção infraclavicular) na fossa axilar; visão frontal baixa.
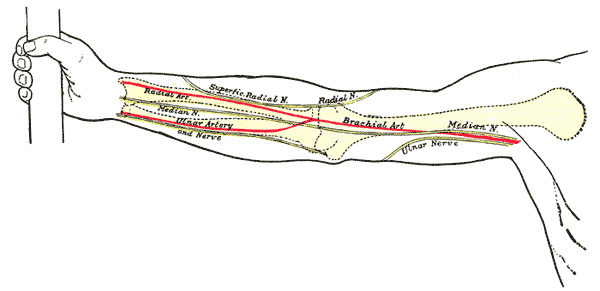
Frente da extremidade superior direita, mostrando superficialmente os ossos, artérias e nervos.
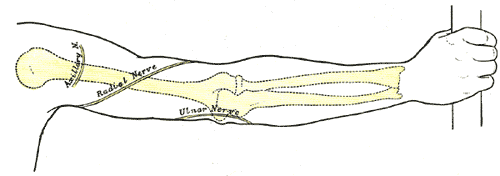
Parte de trás da extremidade superior direita, mostrando superficialmente os ossos e nervos.
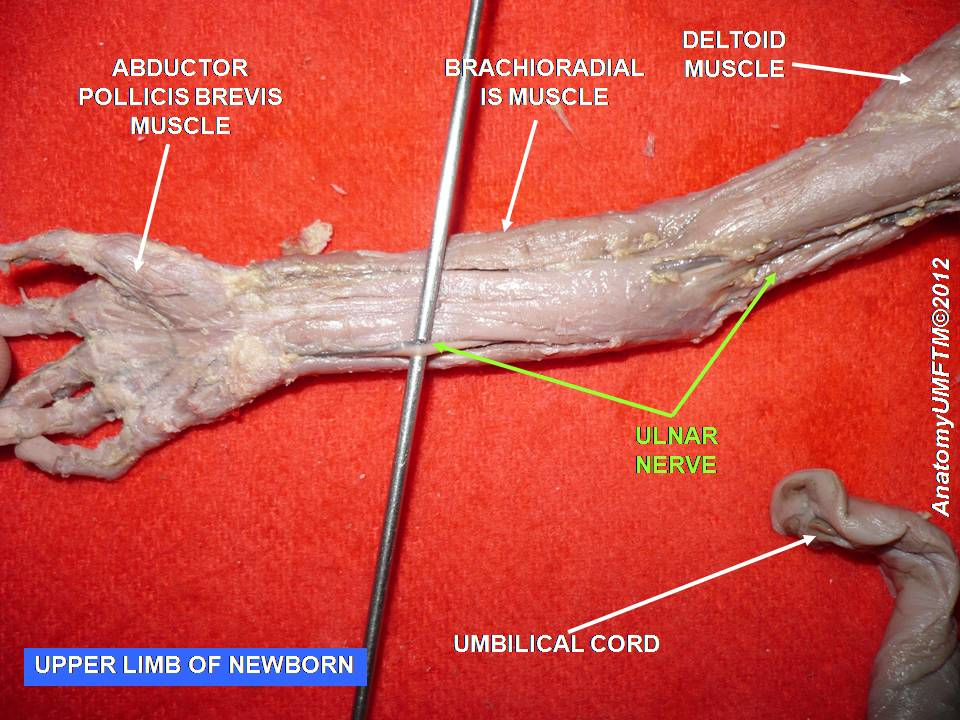
Nervo ulnar
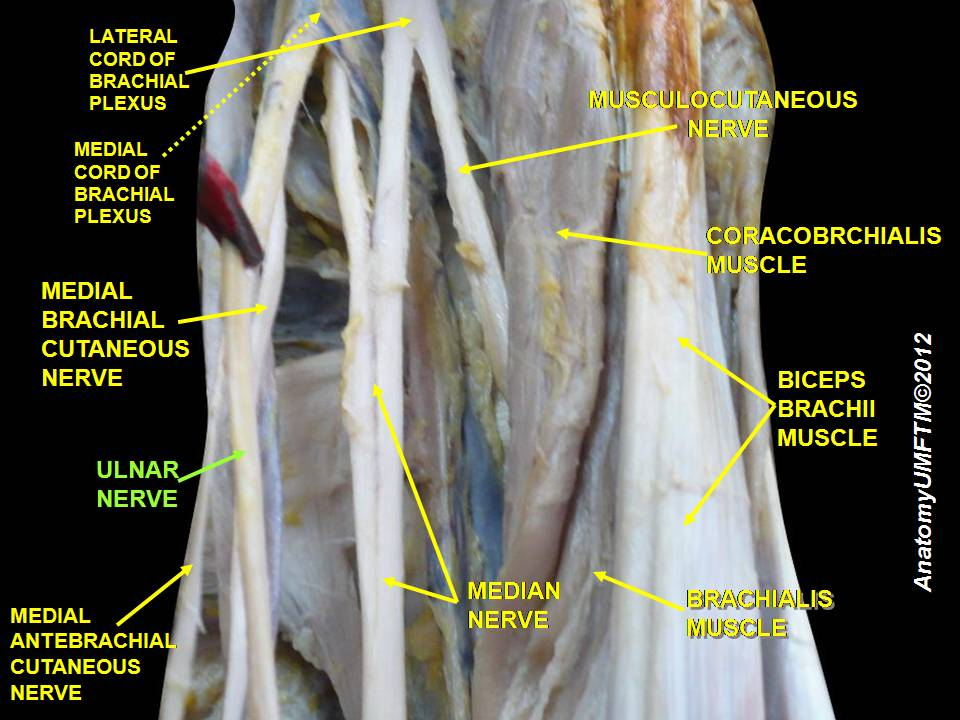
Plexo braquial com M característico, nervo ulnar marcado.
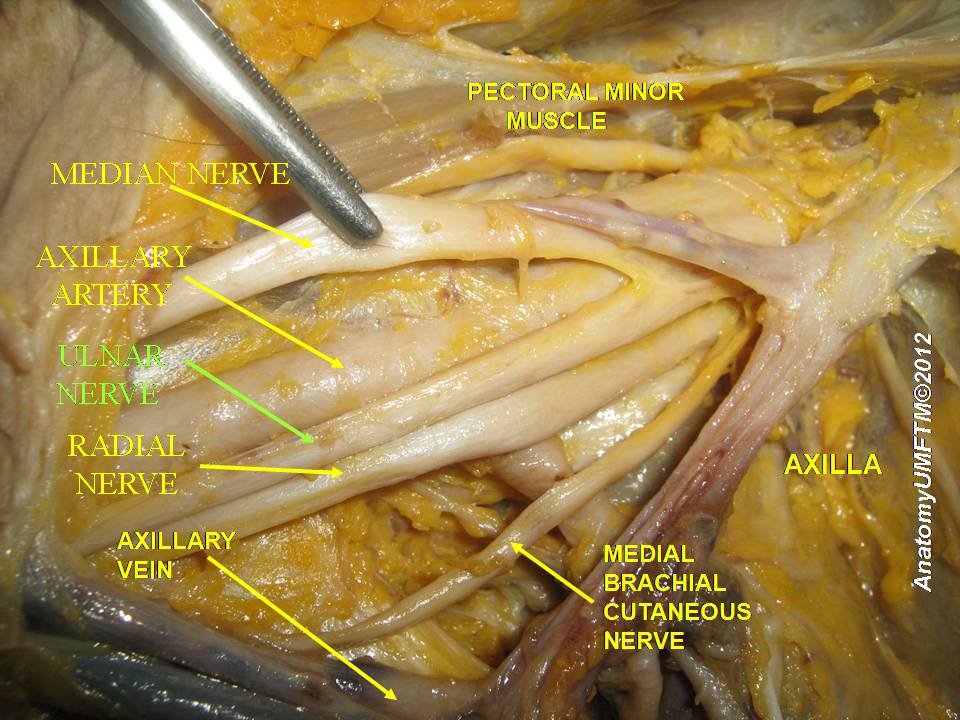
Nervo ulnar.
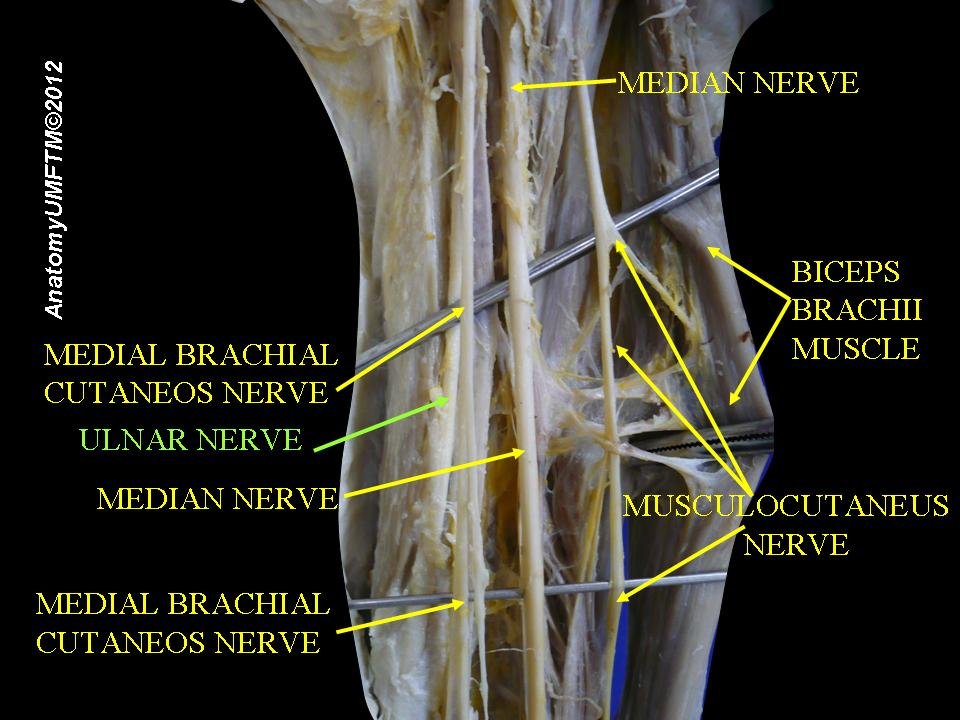
Nervo ulnar.
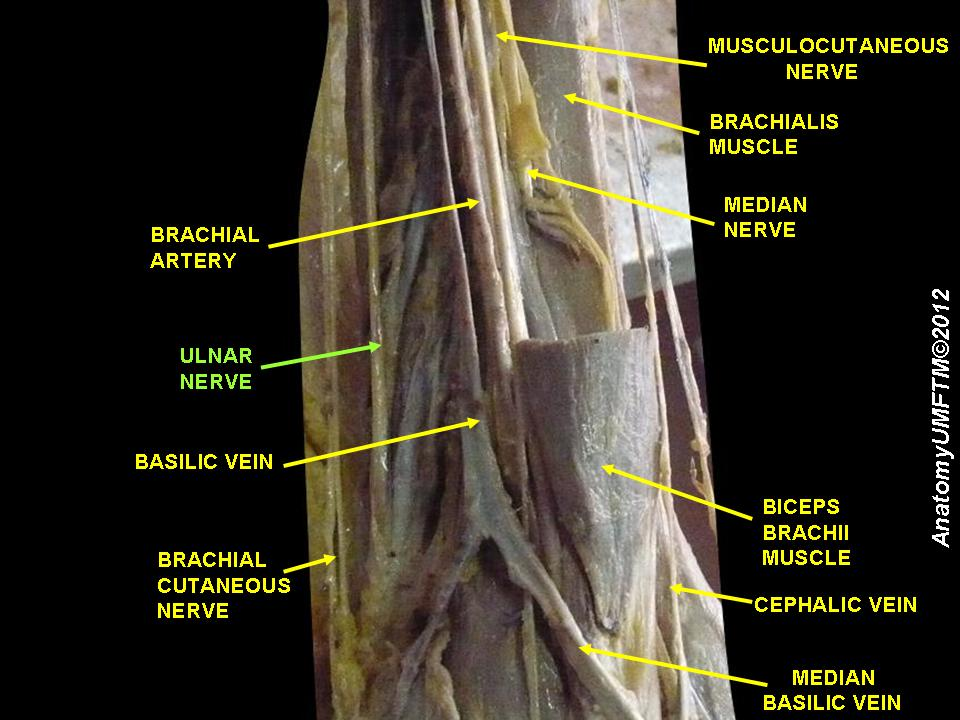
Nervo ulnar.
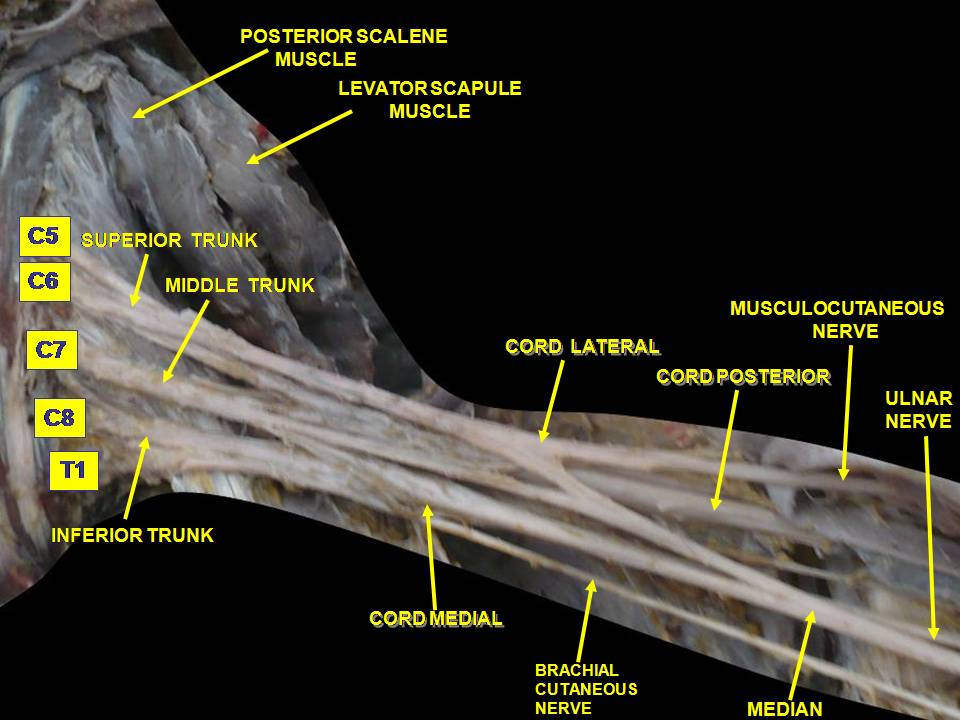
Plexo braquial. Dissecção profunda. Visão anterior lateral.